# Csáklya (település)

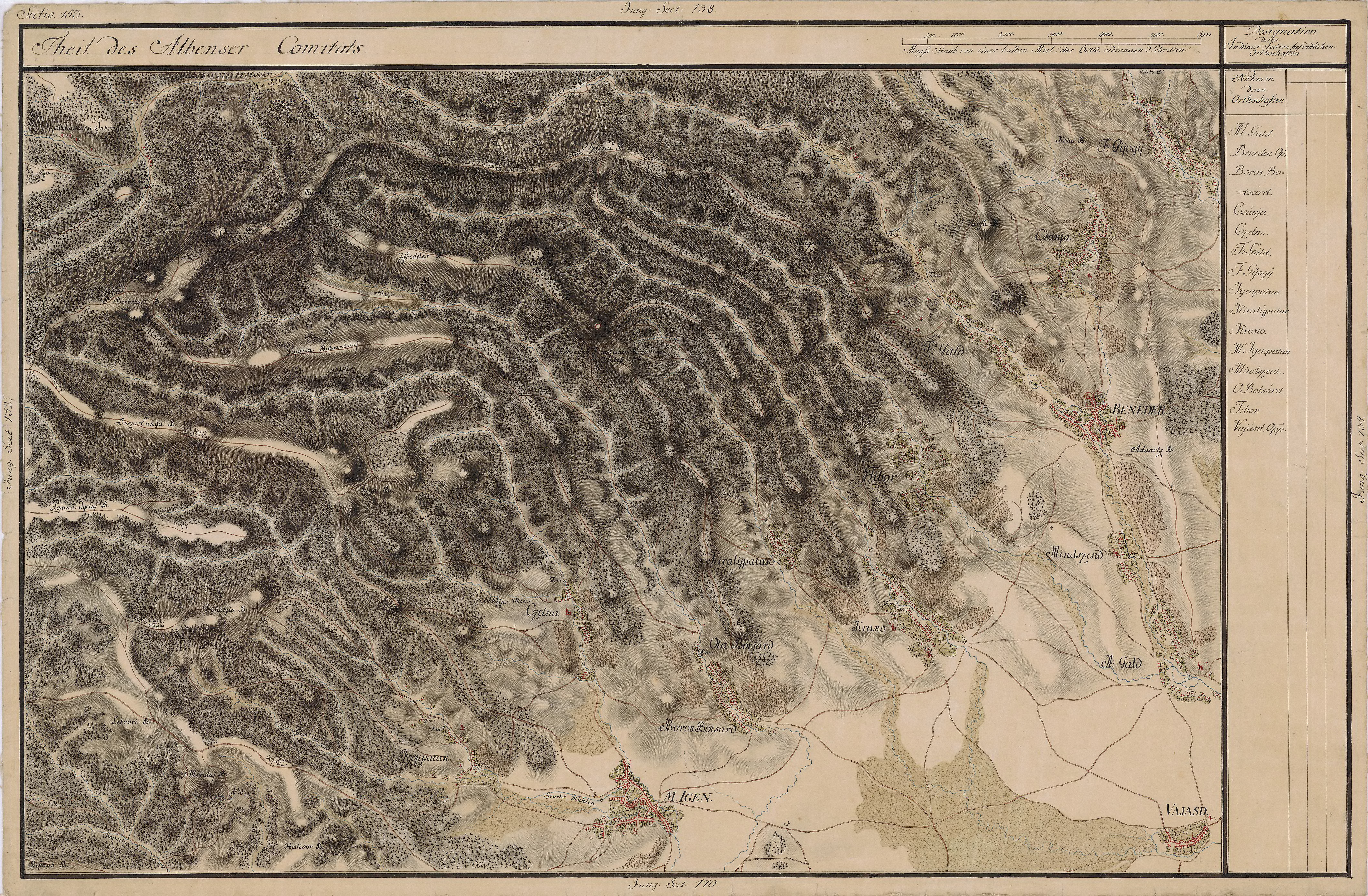
Csáklya környéke 1769-1773 között

Csáklya (románul: Cetea) falu Romániában, Erdélyben, Fehér megyében, az Erdélyi-hegyalján. Közigazgatásilag Alsógáld községhez tartozik.

## Fekvése
Gyulafehérvártól északra, Diód és Kismindszent közt fekvő település. Tövistől 15 km-re északnyugatra fekszik.

## Nevének eredete
Vagy a magyar csáklya szóból, vagy egy szláv eredetű személynévből való. Az előbbi esetben a név valószínűleg a Csáklyakőről vonódott a falura. Névváltozatai: Chaklyas (1337), Chyklya (1562), Chaklya (1593), Olah Czakla (1627). 1733-ban Csáklya, 1750-ben Csekje, 1808-ban Csáklya h, Hagendorf g. néven írták.

## Története
Nevét 1337-ben említette először oklevél p. Chaklyas néven. Ekkor Telegdi Csanád esztergomi érsek és a Makófalviak osztották ketté, azonban az erdőket, kaszálókat és a szántókat közösen használták. 1461-ben juhötvenedet fizető román falu volt. 1564-ben Barcsai Gáspártól Ioan Norocea havasalföldi kancellár (logofăt) vásárolta meg. 1602-ben Bálinttit János birtokolta.
Bor- és gyümölcstermelő falu volt Fehér, majd Alsófehér vármegyében.

## Népessége
- 1761-ben 185 ortodox és 8 görögkatolikus család lakta.
- 1900-ban 1454 lakosából 1439 volt román anyanyelvű; 1124 ortodox és 315 görögkatolikus vallású.
- 2002-ben 488 lakosából 487 volt román nemzetiségű és 477 ortodox vallású.

## Látnivalók
- A Csáklyakő 1233 m magas. Botanikai különlegessége a június–júliusban virágzó sárgászöld kőtörőfű (Saxifraga luteoviridis). A hegy fennsíkján nyílik a lejárata a Sunătoare-zsombolynak, amely a Torockói-hegység legnagyobb zsombolya. Lefelé tölcsérszerűen kiszélesedik, benne cseppkövek találhatók.
- A Csáklyai-szoros (Cheile Cetii) (Băile Romane – 'Római fürdő' – néven is ismerik) 500 m hosszú szurdokvölgyének mélyén, magas sziklaalakzatok tövében a Csáklyakő karsztjából előtörő Valea Cetii-patak egymás alatt több, négy–nyolc méteres vízesést alakított ki, melyek között klasszikus örvényüstöket találunk.
- A falunak két temploma van, mindkettő korábbi fatemplom helyén épült – az ortodox 1805–1811-ben, a görögkatolikus 1925–1926-ban.
- Falumúzeum.